# یواس‌اس موری (دی‌دی-۴۰۱)
یواس‌اس موری (دی‌دی-۴۰۱) (به انگلیسی: USS Maury (DD-401)) یک کشتی بود که طول آن ۳۴۱ فوت ۴ اینچ (۱۰۴٫۰۴ متر) بود. این کشتی در سال ۱۹۳۸ ساخته شد.